# Florián Monzón
Florián Gonzalo de Jesús Monzón, noto semplicemente come Florián Monzón (San Miguel de Tucumán, 3 gennaio 2001), è un calciatore argentino, attaccante del Vélez Sarsfield.

## Biografia
È figlio dell'allenatore ed ex calciatore Pedro Monzón.

## Caratteristiche tecniche
È un centravanti.

## Carriera
Cresciuto nel settore giovanile del Vélez Sarsfield, debutta in prima squadra il 28 ottobre 2020 in occasione dell'incontro di Coppa Sudamericana pareggiato 0-0 contro il Peñarol, sostituendo Pablo Galdames nei minuti finali; realizza la sua prima rete il 17 gennaio 2021, segnando il gol del definitivo 3-1 contro il Rosario Central nella Copa Diego Armando Maradona.

## Statistiche

### Presenze e reti nei club
Statistiche aggiornate al 23 gennaio 2025.
| Stagione               | Squadra                | Campionato             | Campionato | Campionato | Coppe nazionali | Coppe nazionali | Coppe nazionali | Coppe continentali | Coppe continentali | Coppe continentali | Altre coppe | Altre coppe | Altre coppe | Totale | Totale |
| Stagione               | Squadra                | Comp                   | Pres       | Reti       | Comp            | Pres            | Reti            | Comp               | Pres               | Reti               | Comp        | Pres        | Reti        | Pres   | Reti   |
| ---------------------- | ---------------------- | ---------------------- | ---------- | ---------- | --------------- | --------------- | --------------- | ------------------ | ------------------ | ------------------ | ----------- | ----------- | ----------- | ------ | ------ |
| 2020                   | Vélez Sarsfield        | PD                     | 0          | 0          | CA+CM           | 0+3             | 0+1             | CS                 | 2                  | 0                  | -           | -           | -           | 5      | 1      |
| 2021                   | Vélez Sarsfield        | PD                     | 0          | 0          | CA+CdL          | 0+1             | 0               | CL                 | 2                  | 0                  | -           | -           | -           | 3      | 0      |
| 2021                   | Platense               | PD                     | 6          | 0          | CA+CdL          | 0               | 0               | -                  | -                  | -                  | -           | -           | -           | 6      | 0      |
| 2022                   | Almirante Brown        | PBN                    | 33         | 5          | CA              | 1               | 0               | -                  | -                  | -                  | -           | -           | -           | 34     | 5      |
| 2023                   | Portland Timbers 2     | MLSNP                  | 21         | 10         | -               | -               | -               | -                  | -                  | -                  | -           | -           | -           | 21     | 10     |
| 2024                   | Central Córdoba (SdE)  | PD                     | 3          | 0          | CA+CdL          | 1+13            | 0+2             | -                  | -                  | -                  | -           | -           | -           | 17     | 2      |
| 2024                   | Tigre                  | PD                     | 13         | 6          | CA+CdL          | 0               | 0               | -                  | -                  | -                  | -           | -           | -           | 13     | 6      |
| 2025                   | Vélez Sarsfield        | PD                     | 0          | 0          | CA              | 0               | 0               | CL                 | 0                  | 0                  | SA          | -           | -           | 0      | 0      |
| Totale Vélez Sarsfield | Totale Vélez Sarsfield | Totale Vélez Sarsfield | 0          | 0          |                 | 4               | 1               |                    | 4                  | 0                  |             | -           | -           | 8      | 1      |
| Totale carriera        | Totale carriera        | Totale carriera        | 76         | 21         |                 | 19              | 3               |                    | 4                  | 0                  |             | -           | -           | 99     | 24     |

## Palmarès

### Club

#### Competizioni nazionali
- Copa Argentina: 1

Central Córdoba (SdE): 2024